# 太平桥 (龙南)
太平桥位于中国江西省赣州市龙南市杨村镇车田村，2013年被列为全国重点文物保护单位。
太平桥横跨太平江东西两岸，东连岚岭嶂，西接水口山。太平桥全长50米，面宽4米，高17.2米。下层三墩两孔，中间桥墩凸出五米，形如船头。上层为砖木结构的四通凉亭，两侧筑有跨径8.4米，高8米的旱拱圈。